# Bohutice (železniční zastávka)
Bohutice jsou železniční zastávka v km 114,548 železniční tratě z Brna do Hrušovan nad Jevišovkou–Šanova mezi stanicí Rakšice a zastávkou Našiměřice. Zastávka se nachází v obci Bohutice na okraji Dyjsko-svrateckého úvalu.

## Historie
V letech 1868–1870 byla společností c. k. privilegovaná Rakouská společnost státní dráhy (StEG) budována trať z Vídně přes Hrušovany nad Jevišovkou do Brna. Železniční zastávka byla otevřena 15. září 1870 a uvedena do provozu pod názvem Bochtitz. Oproti původním plánům byla zřízena zastávka se strážním domkem s výdejnou jízdenek a skladištěm. V roce 1932 byla na zastávce zřízena čekárna z vyřazeného železničního vagonu. V roce 1938 byla zastávka zrušena a obnovena až po ukončení druhé světové války. Dne 19. června 1986 byla otevřena nová budova s čekárnou. V roce 2011 byla čekárna uzavřena. Po protestech občanů Bohutic byla znovu otevřena 1. prosince 2012.

## Popis
V zastávce je jedno jednostranné úrovňové nástupiště o délce 156 m, výška nástupní hrany je 300 mm nad temenem kolejnice. Cestujícím slouží přístřešek, který je součástí dopravní budovy. V zastávce nejsou informační tabule. K dispozici je čekárna. U staniční budovy je parkoviště.
Přístup na zastávku je od silnice vlevo podél dropavní budovy nebo od železničního přejezdu P3935, který se nachází v km 116,789 a je vybaven světelným přejezdovým zabezpečovacím zařízením se závorami.

### Staniční budova, čekárna
Původní čekárna, která byla postavena přes koleje ke strážnímu domku, sloužila do roku 1986. Vyřazený vagon byl slabě vyzděn a měl betonovou podlahu. Byla v něm umístěna čekárna o ploše asi 15 m², služební místnost pro prodej jízdenek (asi 5 m²) a sklad paliva (asi 15 m²). V čekárně nebyla možnost si zatopit a na zastávce nebylo ani WC ani přístup k vodě. Jízdenky prodával závorář, který měl stanoviště za kolejemi v hrázděném stanovišti stavědla o ploše 2,5 × 2,5 m.
V roce 1973 byl vypracován plán na novou staniční budovu, která byla umístěna v prostoru strážního domku a stavědla. Po osmnácti měsících výstavby byla dne 19. června 1986 otevřena nová staniční budova. Byla to přízemní, zděná, zčásti podsklepená budova postavena na půdorysu obdélníku o rozměrech 28 × 6,5 m s plochou střechou a krytým přístřeškem u budovy. Ve staniční budově byla čekárna pro cestující (asi 36 m²) se sociálním zařízením, služební místnost zavoráře, výdejna jízdenek, příruční sklad provozního materiálu, sklad služebních pomůcek Hygienické zařízení přechodný útulek traťových zaměstnanců (do deseti osob), atd.

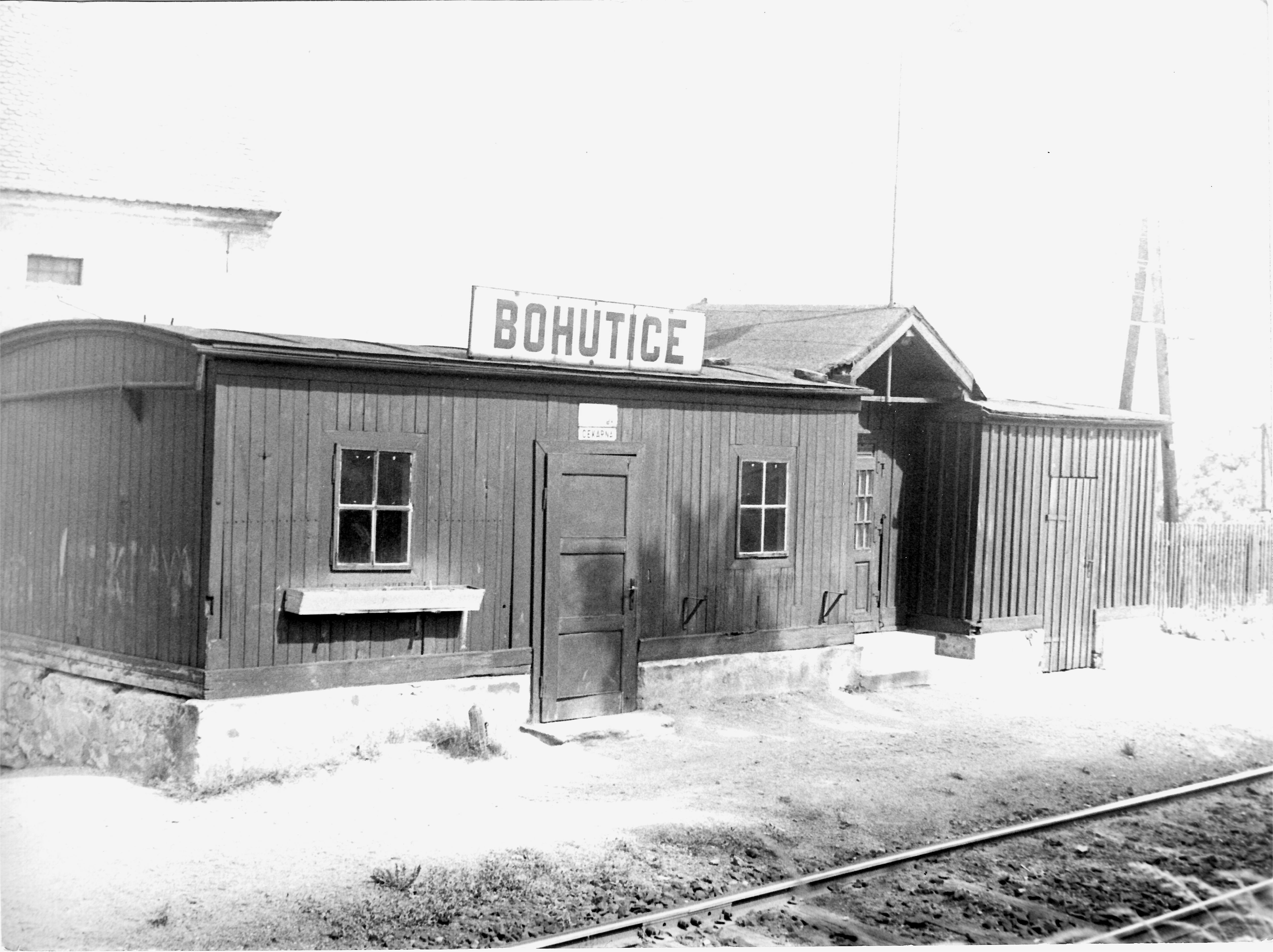
Čekárna postavená z železničního vagonu
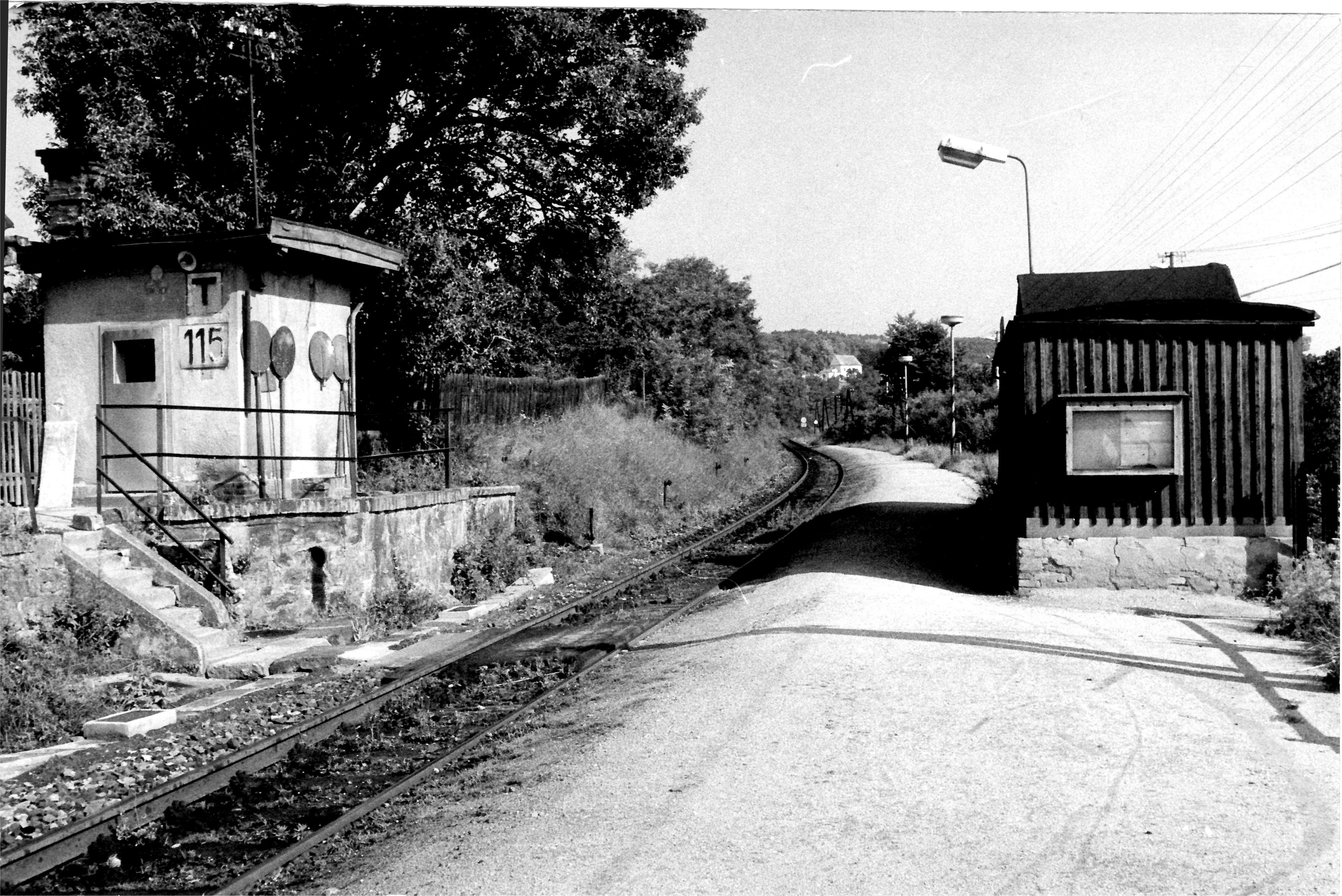
Stavědlo a čekárna